# Gergő Borlai

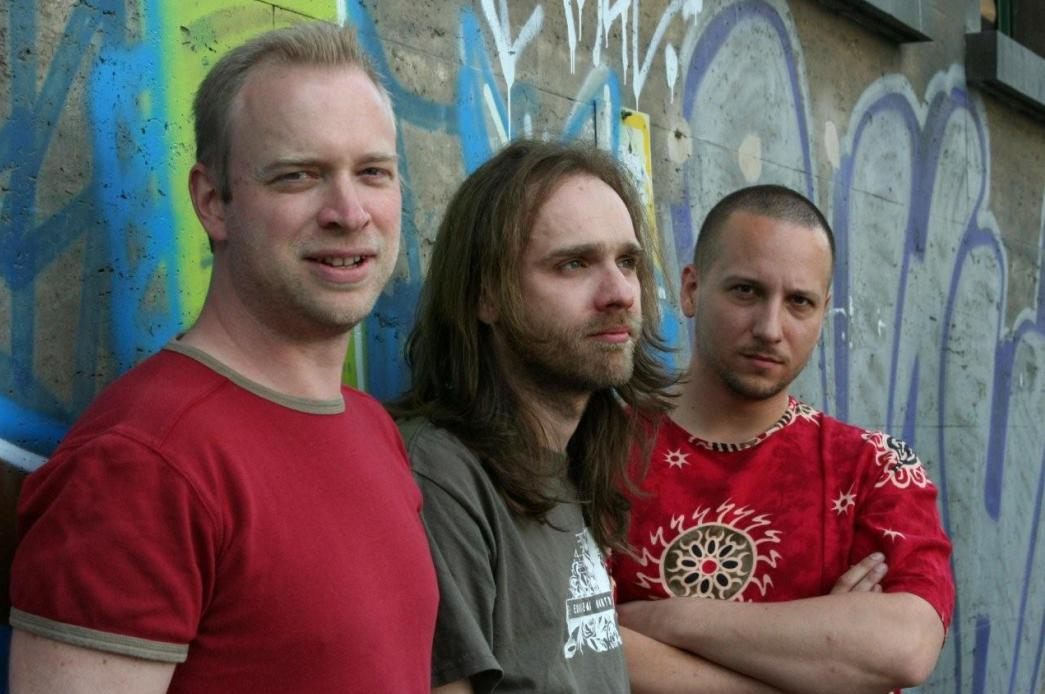
Gergö Borlai (rechts) mit dem KLB-Trio

Gergő Borlai (* 27. Mai 1978 in Budapest) ist ein ungarischer Jazz- und Fusionmusiker (Schlagzeug, Arrangement).

## Leben und Wirken
Borlais Eltern sind als Tontechniker tätig. Er begann im Alter von drei Jahren mit dem Schlagzeugspiel, hörte mit seinem Vater Musik und war bald beeinflusst von Harvey Mason und Joe Morello. Mit der Amateurband seines Vaters spielte er bereits im Alter von sechs Jahren erste Aufnahmen ein. Er wurde von Iván Nesztor (bis 1990) und von János Szanyi (zwischen 1992 und 1996) unterrichtet. Als Autodidakt erlernte er Klavier und Bass.
1998, im Alter von 20 Jahren, veröffentlichte er mit 17 sein erstes Album. 2001 gründete er seine erste Band, European Mantra, die sich 2008 spaltete und 2010 neu gegründet wurde; mit der Band entstanden bisher vier Alben. 2004 ging Gergő ins Studio, um sein zweites Soloalbum Sausage einzuspielen, das zwischen Jazz und Thrash Metal angesiedelt war. Unterschiedliche Künstler partizipierten. Weiterhin arbeitete er mit Tommy Campbell, Steve Smith, Trilok Gurtu, Akira Jimbo, Hiram Bullock, Vernon Reid, L. Shankar, Bob Mintzer, Al Di Meola, Nguyên Lê, Hadrien Feraud, Eivind Aarset, Eric Moore, Tim Lefebvre, Gary Willis, Yolanda Charles und Iain Ballamy sowie als Studiomusiker. 2014 wurde er Mitglied der Fusion-Band Tribal Tech. Aktiv auf Youtube, sind seine Kooperationen mit der indischen Bassistin Mohini Dey populär.
Seit 2012 ist Borlai in der Jazzabteilung des Conservatori Superior de Música del Liceu in Barcelona als Professor tätig.

## Diskographische Hinweise
- Sausage (Tom-Tom 2004, mit Gábor Winand, Jamie Winchester, Kornél Kovács Black, Zoltán Zana, Mihály Borbély, János Nagy, Péter Lukács, Gergő Mits bzw. Gergő Kolta)
- Szalóki Ági & Borlai Gergő Kishúg (Folk Európa 2011)